# Salem, Montserrat
Salem är en ort i Montserrat (Storbritannien).   Den ligger i parishen Parish of Saint Peter, i den västra delen av Montserrat. Antalet invånare är 680.